# Stávros Saráfis
Stávros Saráfis (grec moderne : Σταύρος Σαράφης), né le 17 janvier 1950 à Thessalonique et mort le 13 octobre 2022, est un footballeur international grec.

## Biographie
Il ne connaît qu'un seul club durant sa carrière qui est le PAOK Salonique. Avec 136 buts inscrits en 358 rencontres de championnat, Saráfis est le meilleur buteur du club en première division.
Associé à Giorgos Koudas et Dimitris Paridis au milieu de terrain, il remporte un championnat de Grèce ainsi que deux coupes nationales.
Il inscrit également 7 buts en 32 rencontres avec la sélection grecque.
Après sa carrière, il prend trois fois l'intérim en tant qu'entraîneur au sein du PAOK.
Il meurt le 13 octobre 2022, à l'âge de 72 ans.

## Palmarès
- Vainqueur de la Coupe de Grèce en 1972 et 1974 avec le PAOK Salonique
- Champion de Grèce en 1976 avec le PAOK Salonique